# Мисс Россия 2022
Мисс Россия 2022 — 28-й ежегодный национальный конкурс красоты Мисс Россия, финал которого состоялся 25 июля 2022 года в Москве. Победительницей конкурса стала представительница города Оренбург — Анна Линникова.

## Результаты
Результаты конкурса красоты:
| Финальные результаты | Участница |
| -------------------- | --- |
| Мисс Россия 2022     | - Оренбург — Анна Линникова |
| 1 Вице-Мисс          | - Чувашия — Анна Будаева |
| 2 Вице-Мисс          | - Хабаровск — Дарья Немаева |
| Топ 10               | - Татарстан — Анна Семеновых - Санкт-Петербург — Валерия Валуйко - Екатеринбург — Виолетта Сараева - Ростов-на-Дону — Анна Рыбалко - Казань — Ляйсан Тагирова - Москва — Кристина Сахарова - Челябинск — Анастасия Софина |

## Список участниц
Список участниц конкурса красоты:
| Имя                 | Родной регион/город   | Возраст | Итоговое место   | Примечание |
| ------------------- | --------------------- | ------- | ---------------- | ---------- |
| Наталия Павлова     | Тверь                 | 19      |                  |            |
| Анна Семёновых      | Республика Татарстан  | 21      |                  |            |
| Виолетта Сараева    | Екатеринбург          | 20      |                  |            |
| Валерия Валуйко     | Санкт-Петербург       | 23      |                  |            |
| Анна Рыбалко        | Ростов-на-Дону        | 18      |                  |            |
| Яна Крутицких       | Еманжелинск           | 18      |                  |            |
| Екатерина Соколова  | Свердловская область  | 21      |                  |            |
| Анна Будаева        | Республика Чувашия    | 19      | 1-я Вице-мисс    |            |
| Анастасия Софина    | Челябинск             | 19      |                  |            |
| Ксения Стрелкова    | Пермь                 | 21      |                  |            |
| Ляйсан Тагирова     | Казань                | 22      |                  |            |
| Полина Иванова      | Энгельс               | 19      |                  |            |
| Анна Атаманова      | Нижнекамск            | 18      |                  |            |
| Анна Линникова      | Оренбург              | 22      | Мисс Россия 2022 |            |
| Елизавета Миц       | Приморский край       | 19      |                  |            |
| Яна Галанина        | Чебоксары             | 19      |                  |            |
| Валерия Беляева     | Удмуртская Республика | 22      |                  |            |
| Ольга Пыну          | Тольятти              | 19      |                  |            |
| Вероника Фаерович   | Пенза                 | 22      |                  |            |
| Дарья Немаева       | Хабаровский край      | 19      | 2-я Вице-мисс    |            |
| Акулина Морозова    | Московская область    | 19      |                  |            |
| Анастасия Евмененко | Ялта                  | 22      |                  |            |
| Мария Кузнецова     | Иваново               | 18      |                  |            |
| Кристина Сахарова   | Москва                | 20      |                  |            |
| Диана Валякина      | Пензенская область    | 23      |                  |            |